# Česká 4. Liga Amerického Fotbalu 2016
La Česká 4. Liga Amerického Fotbalu 2016 è la 2ª edizione del campionato di football americano di quarto livello, organizzato dalla ČAAF.

## Squadre partecipanti
| Club                | Città     | Stadio | Sponsor ufficiale | Risultato nella stagione 2015 |
| ------------------- | --------- | ------ | ----------------- | ----------------------------- |
| East Bohemia Bucks  | Pardubice |        |                   |                               |
| Prague Mustangs 2   | Praga     |        |                   |                               |
| Šumperk Dietos      | Šumperk   |        |                   |                               |
| Teplice Nordians    | Teplice   |        |                   |                               |
| Třinec Sharks       | Třinec    |        |                   |                               |
| Vysočina Gladiators | Chotěboř  |        |                   |                               |
| Zlín Golems         | Zlín      |        |                   |                               |

## Stagione regolare

### Calendario

#### 1ª giornata
| Klatovy 2 aprile 2016, ore 12:00 | Prague Mustangs 2 | 0 – 89 (0-27 0-28 0-14 0-20) referto | Vysočina Gladiators | (60 spett.)\| Arbitro: \| Malý \| |
| Arbitro:                         | Malý              |                                      |                     |                                   |

| Teplice 2 aprile 2016, ore 15:00 | Teplice Nordians | 6 – 60 (6-13 0-34 0-0 0-13) referto | Třinec Sharks | Anger (150 spett.)\| Arbitro: \| Kriesman \| |
| Arbitro:                         | Kriesman         |                                     |               |                                              |

#### Recuperi 1
| Pardubice 17 aprile 2016, ore 14:00 | East Bohemia Bucks | 0 – 55 (0-20 0-7 0-26 0-2) referto | Šumperk Dietos | Slovan (50 spett.)\| Arbitro: \| Martinček \| |
| Arbitro:                            | Martinček          |                                    |                |                                               |

#### 2ª giornata
| Zlín 23 aprile 2016, ore 14:00 | Zlín Golems | 53 – 12 (6-0 6-12 21-0 20-0) referto | Prague Mustangs 2 | Stadion mládeže (157 spett.)\| Arbitro: \| Dvořáček \| |
| Arbitro:                       | Dvořáček    |                                      |                   |                                                        |

| Třinec 24 aprile 2016, ore 16:00 | Třinec Sharks | 55 – 0 (14-0 13-0 14-0 14-0) referto | East Bohemia Bucks | Stadion Lesní (190 spett.)\| Arbitro: \| Rybář \| |
| Arbitro:                         | Rybář         |                                      |                    |                                                   |

#### 3ª giornata
| Teplice 30 aprile 2016, ore 15:00 | Teplice Nordians | 20 – 40 (0-14 7-13 7-6 6-7) referto | Šumperk Dietos | Anger (236 spett.)\| Arbitro: \| Kriesman \| |
| Arbitro:                          | Kriesman         |                                     |                |                                              |

| Zlín 30 aprile 2016, ore 14:00 | Zlín Golems | 0 – 52 (0-7 0-19 0-13 0-13) referto | Třinec Sharks | Stadion mládeže (125 spett.)\| Arbitro: \| Moravec \| |
| Arbitro:                       | Moravec     |                                     |               |                                                       |

| Pardubice 1º maggio 2016, ore 14:00 | East Bohemia Bucks | 24 – 12 (0-6 0-6 6-0 18-0) referto | Prague Mustangs 2 | Slovan (50 spett.)\| Arbitro: \| Hameder \| |
| Arbitro:                            | Hameder            |                                    |                   |                                             |

#### 4ª giornata
| Jihlava 14 maggio 2016, ore 17:00 | Vysočina Gladiators | 45 – 6 (32-6 0-0 13-0 0-0) referto | Teplice Nordians | Na Stoupách (201 spett.)\| Arbitro: \| Coufal \| |
| Arbitro:                          | Coufal              |                                    |                  |                                                  |

| Třinec 15 maggio 2016, ore 14:00 | Třinec Sharks | 81 – 0 (13-0 27-0 21-0 20-0) referto | Prague Mustangs 2 | Stadion Lesní (220 spett.)\| Arbitro: \| Moravec \| |
| Arbitro:                         | Moravec       |                                      |                   |                                                     |

#### Recuperi 2
| Zlín 22 maggio 2016, ore 12:00 | Zlín Golems | 38 – 6 (12-0 7-0 19-0 0-6) referto | East Bohemia Bucks | Stadion mládeže (100 spett.)\| Arbitro: \| Moravec \| |
| Arbitro:                       | Moravec     |                                    |                    |                                                       |

| Šumperk 22 maggio 2016, ore 14:00 | Šumperk Dietos | 8 – 45 (0-13 0-7 8-12 0-13) referto | Vysočina Gladiators | (108 spett.)\| Arbitro: \| Kriesman \| |
| Arbitro:                          | Kriesman       |                                     |                     |                                        |

#### 5ª giornata
| Jihlava 28 maggio 2016, ore 17:00 | Vysočina Gladiators | 27 – 6 (13-0 7-0 0-6 7-0) referto | Zlín Golems | Na Stoupách (230 spett.)\| Arbitro: \| Hameder \| |
| Arbitro:                          | Hameder             |                                   |             |                                                   |

| Praga 29 maggio 2016, ore 16:00 | Prague Mustangs 2 | 3 – 58 (0-14 3-12 0-12 0-20) referto | Teplice Nordians | Motorlet (130 spett.)\| Arbitro: \| Hubálek \| |
| Arbitro:                        | Hubálek           |                                      |                  |                                                |

| Šumperk 29 maggio 2016, ore 16:30 | Šumperk Dietos | 3 – 41 (3-7 0-7 0-0 0-27) referto | Třinec Sharks | (110 spett.)\| Arbitro: \| Hameder \| |
| Arbitro:                          | Hameder        |                                   |               |                                       |

#### 6ª giornata
| Teplice 11 giugno 2016, ore 15:00 | Teplice Nordians | 45 – 7 (7-0 19-0 0-0 19-7) referto | Zlín Golems | Anger (107 spett.)\| Arbitro: \| Malý \| |
| Arbitro:                          | Malý             |                                    |             |                                          |

| Praga 11 giugno 2016, ore 16:00 | Prague Mustangs 2 | 0 – 60 (0-33 0-21 0-0 0-6) referto | Šumperk Dietos | Motorlet (60 spett.)\| Arbitro: \| Moravec \| |
| Arbitro:                        | Moravec           |                                    |                |                                               |

| Jihlava 12 giugno 2016, ore 12:00 | Vysočina Gladiators | 100 – 0 (34-0 30-0 22-0 14-0) referto | East Bohemia Bucks | Na Stoupách (320 spett.)\| Arbitro: \| Šimon \| |
| Arbitro:                          | Šimon               |                                       |                    |                                                 |

#### 7ª giornata
| Šumperk 25 giugno 2016, ore 15:00 | Šumperk Dietos | 0 – 5 (0-2 0-0 0-3 0-0) referto | Zlín Golems | (127 spett.)\| Arbitro: \| Polák \| |
| Arbitro:                          | Polák          |                                 |             |                                     |

| Pardubice 26 giugno 2016, ore 14:00 | East Bohemia Bucks | 12 – 48 (6-14 6-19 0-15 0-0) referto | Teplice Nordians | Slovan (54 spett.)\| Arbitro: \| Polák \| |
| Arbitro:                            | Polák              |                                      |                  |                                           |

| Třinec 26 giugno 2016, ore 16:00 | Třinec Sharks | 6 – 26 (0-7 0-7 6-12 0-0) referto | Vysočina Gladiators | Stadion Lesní (150 spett.)\| Arbitro: \| Moravec \| |
| Arbitro:                         | Moravec       |                                   |                     |                                                     |

### Classifica
La classifica della regular season è la seguente:
- PCT = percentuale di vittorie, G = partite giocate, V = partite vinte,  P = partite perse, PF = punti fatti, PS = punti subiti

| Pos. | Squadra             | PCT   | G | V | N | P | PF  | PS  |
| ---- | ------------------- | ----- | - | - | - | - | --- | --- |
| 1    | Vysočina Gladiators | 1.000 | 6 | 6 | 0 | 0 | 207 | 26  |
| 2    | Třinec Sharks       | .833  | 6 | 5 | 0 | 1 | 190 | 35  |
| 3    | Šumperk Dietos      | .500  | 6 | 3 | 0 | 3 | 121 | 106 |
| 4    | Teplice Nordians    | .500  | 6 | 3 | 0 | 3 | 159 | 144 |
| 5    | Zlín Golems         | .500  | 6 | 3 | 0 | 3 | 103 | 122 |
| 6    | East Bohemia Bucks  | .167  | 6 | 1 | 0 | 5 | 42  | 202 |
| 7    | Prague Mustangs 2   | .000  | 6 | 0 | 0 | 6 | 27  | 214 |

## II Iron Bowl
| Jihlava 10 luglio 2016, ore 16:00 | Vysočina Gladiators | 18 – 13 (6-0 12-7 0-6 0-0) referto | Třinec Sharks | Na Stoupách (528 spett.)\| Arbitro: \| Hameder \| |
| Arbitro:                          | Hameder             |                                    |               |                                                   |

## Verdetti
- Vysočina Gladiators Vincitori della Česká 4. Liga Amerického Fotbalu 2016